# João Evangelista de Negreiros Saião Lobato
João Evangelista de Negreiros Saião Lobato, o visconde de Sabará (Serro, 16 de agosto de 1817 — Rio de Janeiro, 20 de abril de 1894), foi um magistrado brasileiro, ministro do Supremo Tribunal de Justiça, nomeado pelo Imperador D. Pedro II. Criado o Supremo Tribunal Federal após a Proclamação da República, o Visconde de Sabará foi nomeado pelo Marechal Deodoro da Fonseca como um dos primeiros membros da nova Corte Suprema brasileira.
Em decreto de 3 de novembro de 1843, foi nomeado Juiz de Direito da 1ª comarca da província de São Paulo. Foi removido para as comarcas do Rio Grande do Sul, em decreto de 4 de dezembro de 1844; Rio Pardo, em decreto de 21 de fevereiro de 1845; Campos, em decreto de 11 de outubro de 1848; Piratini, em decreto de 26 de janeiro de 1853; Caçapava, em decreto de 11 de setembro de 1856; 1ª Vara Criminal do Rio Grande do Sul, em decreto de 26 de agosto de 1858 e 2ª Vara Criminal da Corte, em decreto de 1 de maio de 1863.
Em decreto de 2 de março de 1864, foi nomeado Desembargador da Relação da Corte, onde exerceu o cargo de Procurador da Coroa, Soberania e Fazenda Nacional, por nomeação imperial de 28 de julho de 1875. Pertenceu ao Tribunal do Comércio da Corte, exercendo o cargo de Adjunto por nomeação datada de 2 de março de 1864.
Em decreto de 25 de março de 1881, foi nomeado Ministro do Supremo Tribunal de Justiça, na vaga proveniente da aposentadoria concedida a Francisco Jorge Monteiro, e tomou posse no cargo a 30 de março de 1881.
O Presidente do Supremo Tribunal de Justiça era nomeado pelo Imperador para mandato de três anos, dentre os membros da Corte, admitida a recondução. O Visconde de Sabará foi nomeado presidente do Supremo Tribunal de Justiça, em decreto de 27 de novembro de 1886, foi reconduzido ao cargo, em decreto de 4 de dezembro de 1889.
Criado, no período republicano, o Supremo Tribunal Federal, o Visconde de Sabará foi nomeado Ministro desse tribunal, em decreto do Chefe do Governo Provisório de 12 de novembro de 1890.
Assim, o Visconde de Sabará foi o último Presidente do Supremo Tribunal de Justiça no Império, continuando a exercer esse cargo durante o Governo Provisório da República, até a instalação do STF. A sessão de instalação do Supremo Tribunal Federal foi realizada em 28 de fevereiro de 1891, ocasião em que o Ministro Visconde de Sabará e os demais Ministros da recém-criada Corte tomaram posse de seus novos cargos. 
Na qualidade de Presidente do Supremo Tribunal de Justiça que então deixava de existir, coube ao Visconde de Sabará, consoante decreto de 2 de fevereiro de 1891, presidir a sessão de instalação do Supremo Tribunal Federal, dar posse aos demais ministros e conduzir a eleição do primeiro Presidente da nova Corte, tendo sido eleito o Ministro Freitas Henriques.
O Ministro Visconde de Sabará foi aposentado no cargo de Ministro do Supremo Tribunal Federal em 4 de maio de 1892.
Era filho do senador João Evangelista de Faria Lobato e irmão do também senador Francisco de Paula Negreiros de Saião Lobato.
Foi deputado provincial em São Paulo e chefe de polícia no Rio Grande do Sul. Foi agraciado por D. Pedro II com o foro de Fidalgo Cavaleiro, o grau de Cavaleiro da Ordem da Rosa, a comenda da Ordem de Cristo e os títulos do Conselho, em decreto de 13 de agosto de 1875, e Visconde de Sabará com grandeza, em decreto de 4 de abril de 1888.